# آیات قتال
آیات قتال به آیات امرکننده به جهاد با اسلام‌ناباوران حربی در قرآن  گفته می‌شود.
این آیات در باب جهاد مورد استناد قرار گرفته‌اند و بر اساس آن‌ها، جنگ با مشرکان واجب است. آیات قتال به آیه صلح تخصیص خورده‌است. از این رو، در صورت ضرورت یا وجود مصلحت، صلح با مشرکان جایز است. خواندن آیات جهاد برای لشکریان، بر فرمانده لشکر مستحب است.

## فهرست آیات
1. قرآن، سوره توبه، آیات: ۵، ۱۲، ۲۹، ۳۶، ۱۲۳؛
2. قرآن، سوره محمد، آیه ۴؛
3. قرآن، سوره انفال، آیه ۳۹؛
4. قرآن، سوره احزاب، آیه ۶۱؛
5. قرآن، سوره مائده، آیه ۳۳؛
6. قرآن، سوره نساء، آیه ۸۹؛
7. قرآن، سوره انفال، آیه ۱۲؛
8. قرآن، سوره فتح، آیه ۱۶؛
9. قرآن، سوره بقره، آیه ۱۹۱ تا ۱۹۳ و نیز، آیاتی دیگر.[۵][۶]

### آیهٔ ۵ سورهٔ توبه
فَإِذَا ٱنسَلَخَ الأشهُرُ ٱلحُرُمُ فَاقتُلُواْ ٱلمُشرِکینَ حَیثُ وَجَدتُّمُوهُمْ وَخُذُوهُمْ وَٱحصُرُوهُمْ وَٱقعُدُواْ لَهُمْ کلَّ مَرْصَد فَإِن تَابُواْ وَأَقَامُواْ ٱلصَّلَوٰةَ وَءَاتَوُاْ ٱلزَّکوٰةَ فَخَلُّواْ سَبِیلَهُمْ إِنَّ ٱللهَ غَفُورٌ رَّحِیمٌ﴿۵﴾
پس هنگامی که ماه‌های حرام سپری شود، مشرکان را هر جا یافتید، بکشید و به اسیری بگیرید و محاصره کنید و در هر کمین گاهی به کمین آنان بنشینید؛ ولی اگر توبه کردند و نماز را بر پا داشتند و زکات پرداختند، پس آزادشان گذارید؛ زیرا خدا بسیار آمرزنده و مهربان است.

### آیه ی ۲۹ سوره ی توبه
قَاتِلُوا الَّذِينَ لَا يُؤْمِنُونَ بِاللَّهِ وَلَا بِالْيَوْمِ الْآخِرِ وَلَا يُحَرِّمُونَ مَا حَرَّمَ اللَّهُ وَرَسُولُهُ وَلَا يَدِينُونَ دِينَ الْحَقِّ مِنَ الَّذِينَ أُوتُوا الْكِتَابَ حَتَّىٰ يُعْطُوا الْجِزْيَةَ عَنْ يَدٍ وَهُمْ صَاغِرُونَ
ترجمه الهی قمشه‌ای: (ای اهل ایمان) با هر که از اهل کتاب (یهود و نصاری) که ایمان به خدا و روز قیامت نیاورده و آنچه را خدا و رسولش حرام کرده حرام نمی‌دانند و به دین حق (و آیین اسلام) نمی‌گروند قتال و کارزار کنید تا آن‌گاه که با دست خود با ذلت و تواضع جزیه دهند.

### آیه ی ۱۲۳ سوره ی توبه
يَا أَيُّهَا الَّذِينَ آمَنُوا قَاتِلُوا الَّذِينَ يَلُونَكُمْ مِنَ الْكُفَّارِ وَلْيَجِدُوا فِيكُمْ غِلْظَةً ۚ وَاعْلَمُوا أَنَّ اللَّهَ مَعَ الْمُتَّقِينَ
ترجمه الهی قمشه‌ای:
ای اهل ایمان، با کافران از آنان که با شما نزدیکترند شروع به جهاد کنید و باید کفار در شما درشتی و نیرومندی و قوت و پایداری حس کنند، و بدانید که خدا همیشه با پرهیزکاران است.

### آیه ۴ سوره محمد
فَإِذَا لَقِيتُمُ الَّذِينَ كَفَرُوا فَضَرْبَ الرِّقَابِ حَتَّىٰ إِذَا أَثْخَنْتُمُوهُمْ فَشُدُّوا الْوَثَاقَ فَإِمَّا مَنًّا بَعْدُ وَإِمَّا فِدَاءً حَتَّىٰ تَضَعَ الْحَرْبُ أَوْزَارَهَا ۚ ذَٰلِكَ وَلَوْ يَشَاءُ اللَّهُ لَانْتَصَرَ مِنْهُمْ وَلَٰكِنْ لِيَبْلُوَ بَعْضَكُمْ بِبَعْضٍ ۗ وَالَّذِينَ قُتِلُوا فِي سَبِيلِ اللَّهِ فَلَنْ يُضِلَّ أَعْمَالَهُمْ
ترجمه الهی قمشه‌ای:
شما مؤمنان چون (در میدان جنگ) با کافران رو به رو شوید باید (شجاعانه) آنها را گردن زنید تا آن گاه که از خونریزی بسیار دشمن را از پا در آوردید پس از آن، اسیران جنگ را محکم به بند کشید که بعدا یا بر آنها منّت نهید (و آنها را آزاد گردانید) یا فدا گیرید تا در نتیجه جنگ سختیهای خود را فروگذارد. این حکم فعلی است، و اگر خدا بخواهد خود از کافران انتقام می‌کشد (و همه را بی زحمت جنگ شما هلاک می‌کند) و لیکن (با این جنگ کفر و ایمان) می‌خواهد شما را به یکدیگر امتحان کند، و آنان که در راه خدا کشته شدند خدا هرگز اعمالشان را ضایع نگرداند.

### آیه 39 سوره انفال
وَقَاتِلُوهُمْ حَتَّىٰ لَا تَكُونَ فِتْنَةٌ وَيَكُونَ الدِّينُ كُلُّهُ لِلَّهِ ۚ فَإِنِ انْتَهَوْا فَإِنَّ اللَّهَ بِمَا يَعْمَلُونَ بَصِيرٌ
ترجمه ی الهی قمشه‌ای:و (ای مؤمنان) با کافران بجنگید تا دیگر فتنه و فسادی نماند و آیین همه دین خدا گردد، و چنانچه دست (از کفر) کشیدند خدا به اعمالشان بیناست.

### آیه 89 سوره نساء
وَدُّوا لَوْ تَكْفُرُونَ كَمَا كَفَرُوا فَتَكُونُونَ سَوَاءً ۖ فَلَا تَتَّخِذُوا مِنْهُمْ أَوْلِيَاءَ حَتَّىٰ يُهَاجِرُوا فِي سَبِيلِ اللَّهِ ۚ فَإِنْ تَوَلَّوْا فَخُذُوهُمْ وَاقْتُلُوهُمْ حَيْثُ وَجَدْتُمُوهُمْ ۖ وَلَا تَتَّخِذُوا مِنْهُمْ وَلِيًّا وَلَا نَصِيرًا
ترجمه ی الهی قمشه‌ای: (کافران) آرزو کنند که شما (مسلمین) هم به مانند آنها کافر شوید تا همه برابر (در کفر) باشید. پس از آنان تا در راه خدا هجرت نکنند دوست نگیرید، و اگر مخالفت کردند آنها را در هر کجا یافتید به قتل رسانید و از آنها یاور و دوستی نباید اختیار کنید.

### آیه 12 سوره انفال
إِذْ يُوحِي رَبُّكَ إِلَى الْمَلَائِكَةِ أَنِّي مَعَكُمْ فَثَبِّتُوا الَّذِينَ آمَنُوا ۚ سَأُلْقِي فِي قُلُوبِ الَّذِينَ كَفَرُوا الرُّعْبَ فَاضْرِبُوا فَوْقَ الْأَعْنَاقِ وَاضْرِبُوا مِنْهُمْ كُلَّ بَنَانٍ
ترجمه ی الهی قمشه‌ای: (و یاد آر ای رسول) آن‌گاه که پروردگار تو به فرشتگان وحی کرد که من با شمایم، پس مؤمنان را ثابت قدم بدارید، که همانا من ترس در دل کافران می‌افکنم، پس گردنها را بزنید و همه انگشتان را قطع کنید.

### آیه 16 سوره فتح
قُلْ لِلْمُخَلَّفِينَ مِنَ الْأَعْرَابِ سَتُدْعَوْنَ إِلَىٰ قَوْمٍ أُولِي بَأْسٍ شَدِيدٍ تُقَاتِلُونَهُمْ أَوْ يُسْلِمُونَ ۖ فَإِنْ تُطِيعُوا يُؤْتِكُمُ اللَّهُ أَجْرًا حَسَنًا ۖ وَإِنْ تَتَوَلَّوْا كَمَا تَوَلَّيْتُمْ مِنْ قَبْلُ يُعَذِّبْكُمْ عَذَابًا أَلِيمًا
ترجمه ی الهی قمشه‌ای: با اعرابی که (از جنگ) باز نهاده شدند بگو: (اگر به حقیقت قصد متابعت دارید) به زودی برای جنگ با قومی شجاع و نیرومند (فارس و روم) دعوت می‌شوید که با آنها یا جنگ و مبارزه کنید یا آنکه مسلمان شوند. اگر اطاعت کردید خدا به شما اجر نیکو خواهد داد و اگر نافرمانی کنید چنانکه از این پیش (در حدیبیّه) مخالفت کردید خدا شما را به عذابی دردناک معذّب خواهد کرد.